# Copa brasilera de futbol
La Copa del Brasil és una competició futbolística brasilera disputada en format d'eliminatòries per un total de 91 equips. De 2001 a 2013, degut al gran nombre de partits del calendari futbolístic brasiler, els clubs que participen en la Copa Libertadores no prenen part en aquesta competició. El campió d'aquesta competició obté una plaça per a la Copa Libertadores.

## Patrocinadors
| Anys      | Patrocinador oficial | Nom                        |
| --------- | -------------------- | -------------------------- |
| 2009–2012 | Kia Motors           | Copa Kia do Brasil         |
| 2013      | Perdigão S.A.        | Copa Perdigão do Brasil    |
| 2014–2015 | Sadia                | Copa Sadia do Brasil       |
| 2016–2020 | Continental AG       | Copa Continental do Brasil |
| 2021–2022 | Intelbras            | Copa Intelbras do Brasil   |
| 2023–     | Betano               | Copa Betano do Brasil      |

## Historial

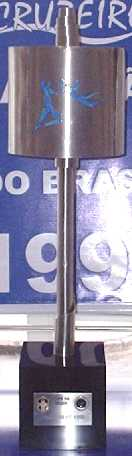
Trofeu de la Copa do Brasil de 1994 a 2001.

Font:
| Any  | Campió                    | Resultat          | Finalista                 |
| ---- | ------------------------- | ----------------- | ------------------------- |
| 1989 | Grêmio (RS)               | 0-0, 2-1          | Sport (PE)                |
| 1990 | Flamengo (RJ)             | 1-0, 0-0          | Goiás (GO)                |
| 1991 | Criciúma (SC)             | 1-1, 0-0 (g.c.c.) | Grêmio (RS)               |
| 1992 | Internacional (RS)        | 1-2, 1-0 (g.c.c.) | Fluminense (RJ)           |
| 1993 | Cruzeiro (MG)             | 0-0, 2-1          | Grêmio (RS)               |
| 1994 | Grêmio (RS)               | 0-0, 1-0          | Ceará (CE)                |
| 1995 | Corinthians (SP)          | 2-1, 1-0          | Grêmio (RS)               |
| 1996 | Cruzeiro (MG)             | 1-1, 2-1          | Palmeiras (SP)            |
| 1997 | Grêmio (RS)               | 0-0, 2-2 (g.c.c.) | Flamengo (RJ)             |
| 1998 | Palmeiras (SP)            | 0-1, 2-0          | Cruzeiro (MG)             |
| 1999 | Juventude (RS)            | 2-1, 0-0          | Botafogo (RJ)             |
| 2000 | Cruzeiro (MG)             | 0-0, 2-1          | São Paulo FC (SP)         |
| 2001 | Grêmio (RS)               | 2-2, 3-1          | Corinthians (SP)          |
| 2002 | Corinthians (SP)          | 2-1, 1-1          | Brasiliense (DF)          |
| 2003 | Cruzeiro (MG)             | 1-1, 3-1          | Flamengo (RJ)             |
| 2004 | Santo André (SP)          | 2-2, 2-0          | Flamengo (RJ)             |
| 2005 | Paulista (SP)             | 2-0, 0-0          | Fluminense (RJ)           |
| 2006 | Flamengo (RJ)             | 2-0, 1-0          | Vasco da Gama (RJ)        |
| 2007 | Fluminense (RJ)           | 1-1, 1-0          | Figueirense (SC)          |
| 2008 | Sport (PE)                | 1-3, 2-0 (g.c.c.) | Corinthians (SP)          |
| 2009 | Corinthians (SP)          | 2-0, 2-2          | Internacional (RS)        |
| 2010 | Santos (SP)               | 2-0, 1-2          | Vitória (BA)              |
| 2011 | Vasco da Gama (RJ)        | 1-0, 2-3 (g.c.c.) | Coritiba (PA)             |
| 2012 | Palmeiras (SP)            | 2-0, 1-1          | Coritiba (PA)             |
| 2013 | Flamengo (RJ)             | 1-1, 2-0          | Athletico Paranaense (PA) |
| 2014 | Atl. Mineiro (MG)         | 2-0, 1-0          | Cruzeiro (MG)             |
| 2015 | Palmeiras (SP)            | 0-1, 2-1 (4-3 p)  | Santos (SP)               |
| 2016 | Grêmio (RS)               | 3-1, 1-1          | Atl. Mineiro (MG)         |
| 2017 | Cruzeiro (MG)             | 1-1, 0-0 (5-3 p)  | Flamengo (RJ)             |
| 2018 | Cruzeiro (MG)             | 1-0, 2-1          | Corinthians (SP)          |
| 2019 | Athletico Paranaense (PA) | 1-0, 2-1          | Internacional (RS)        |
| 2020 | Palmeiras (SP)            | 1-0, 2-0          | Grêmio (RS)               |
| 2021 | Atl. Mineiro (MG)         | 4-0, 2-1          | Athletico Paranaense (PA) |
| 2022 | Flamengo (RJ)             | 0-0, 2-1          | Corinthians (SP)          |
| 2023 | São Paulo FC (SP)         | 1-0, 1-1          | Flamengo (RJ)             |
| 2024 | Flamengo (RJ)             | 3-1, 1-0          | Atl. Mineiro (MG)         |

## Títols per estat
- Estat de São Paulo 11 títols
- Minas Gerais 8 títols
- Rio Grande do Sul 7 títols
- Estat de Rio de Janeiro 7 títols
- Santa Catarina 1 títol
- Pernambuco 1 títol
- Paraná 1 títol